# 豐前站
豐前站（日语：／ Buzen eki */?）是位於秋田縣平鹿郡平鹿町淺舞豐前（現時：橫手市平鹿町淺舞豐前），羽後交通橫莊線的鐵路車站（廢站）。

## 歷史
- 1928年（昭和3年）7月11日：橫莊鐵道在淺舞站至羽後里見站之間開設此站[1][2][3][4]。當時只有客運業務[4]。
- 1944年（昭和19年）6月1日：公司改名為羽後鐵道。此線的名稱定為橫莊線。使此站成為羽後鐵道橫莊線車站[1][2][5]。
- 1947年（昭和22年）
  - 7月23日：當區發生暴雨，使路基和橋腳被損，橫莊線整段暫停營業，此站也暫停營業[3][6]。
  - 7月29日：橫手站至館合站之間重開，此站重開[3][6]。
- 1952年（昭和27年）2月15日：公司改名為羽後交通。使此站成為羽後交通橫莊線車站[1][2][3][5]。
- 1971年（昭和46年）7月20日：隨著橫莊線被廢除，此站也被廢除[1][2][3][5]。

## 車站構造
截至廢站前，此站是地面車站，設有1面1線的單式月台。月台是在路軌的南邊（老方方向的列車會開啟左邊車門）。此站沒有轉轍器，不可進行列車交會。
此站是無人車站，沒有站舍。月台西邊出入口附近設有候車室。候車室是一座長方形建築物，上方設有大型單面屋頂，相比同線其他車站，此站的候車室比較獨特。月台靠近老方一方設有斜道連接站外。

## 車站周邊
車站周邊都是稻田。
- 國道107號（日语：国道107号）（本莊街道）

## 現狀
截至1996年（平成8年），淺舞站附近至此站附近，以及沼館站附近的路軌遺址變成了農免道路。在2007年（平成19年）5月和2010年（平成22年）都是一樣。

## 相鄰車站
羽後交通
橫莊線
淺舞－豐前－羽後里見

## 注腳
1. 1 2 3 4  《日本鉄道旅行地図帳 全線全駅全廃線 2 東北》（監修：今尾惠介，新潮社，2008年6月發行）43頁。
2. 1 2 3 4  《新 鉄道廃線跡を歩く1 北海道・北東北編》（JTB出版，2010年4月發行）222頁。
3. 1 2 3 4 5 6  《新 消えた轍 3 東北》（著：寺田裕一，Neko出版，2010年8月發行）25-28,30-31頁。
4. 1 2 3  《私鉄の廃線跡を歩くI 北海道・東北編》（著：寺田裕一，JTB出版，2007年9月發行）165頁。
5. 1 2 3 4  《私鉄の廃線跡を歩くI 北海道・東北編》（著：寺田裕一，JTB出版，2007年9月發行）82-85頁。
6. 1 2  《RM LIBRARY 61 羽後交通横荘線》（著：若林宣，Neko出版，2004年9月發行）16-17頁。
7. 1 2 3 4 5 6 7 8  《RM LIBRARY 61 羽後交通横荘線》（著：若林宣，Neko出版，2004年9月發行）6,10頁。
8. ↑  《鉄道廃線跡を歩くII》（JTB出版，1996年9月發行）34頁。
9. ↑  《新 鉄道廃線跡を歩く1 北海道・北東北編》（JTB出版，2010年4月發行）203頁。

## 相關項目
- 日本鐵路車站列表 Bu